# 나로우주센터 우주과학관
나로우주센터 우주과학관(羅老宇宙센터 宇宙科學館, Naro Space Center Space Science Museum)은 전라남도 고흥군 외나로도에 있는 나로우주센터의 입구 방면에 위치해 있으며, 우주의 기본원리, 로켓, 인공위성, 우주탐사 등 우주과학에 관련한 주제를 전시 및 교육하는 대한민국의 과학관이다.

## 연혁
- 2002년 10월 - 우주체험관 건립 타당성 조사연구
- 2005년 11월 - 우주과학관 기공식
- 2008년 6월 - 과학관 등록
- 2009년 4월 - 우주과학관 임시 개관
- 2009년 6월 - 우주과학관 공식 개관

## 시설개요
- 부지면적 : 58,831m2, 건축연면적 : 8,914m2, 전시면적 : 3.753m2 부지규모 : 총 5,065,234m2(시설부지 : 367,342m2)
- 층수 : 지하1층~지상2층 (3층 규모)
- 주요시설 : 우주원리, 로켓, 인공위성, 우주탐사 등 4개 테마 90여종 전시물(작동체험전시물 32종), 돔영상관, 다목적홀, 야외전시장 등

## 소개
나로우주센터 우주과학관은 우주에 대한 기본원리, 로켓, 인공위성, 우주탐사 등을 테마로 구성된 상설전시관으로 32종 작동체험 전시물을 포함한 총 90여종의 전시품을 갖추고 있다.